# Foz - Zuf
Foz - Zuf (tiếng Ả Rập: الفوز الزوف) là một ngôi làng Syria nằm ở Al-Janudiyah Nahiyah ở huyện Jisr al-Shughur, Idlib. Theo Cục Thống kê Trung ương Syria (CBS), Foz - Zuf có dân số 743 trong cuộc điều tra dân số năm 2004.